# Mario Héctor Robles
Mario Héctor Robles (ur. 19 stycznia 1971 w San Juan) – argentyński duchowny rzymskokatolicki, biskup pomocniczy archidiecezji San Juan de Cuyo od 2022.

## Życiorys

### Prezbiterat
Święcenia kapłańskie przyjął 12 grudnia 1996 i został inkardynowany do archidiecezji San Juan de Cuyo. Pracował głównie jako duszpasterz parafialny, był także m.in. wychowawcą w archidiecezjalnym seminarium, kierownikiem formacji diakonów stałych oraz dyrektorem archidiecezjalnego komitetu katechetycznego.

### Episkopat
9 września 2022 papież Franciszek mianował go biskupem pomocniczym San Juan de Cuyo ze stolicą tytularną Ipagro. Sakry udzielił mu 21 listopada 2022 arcybiskup Jorge Eduardo Lozano.